# 小山田信蔵

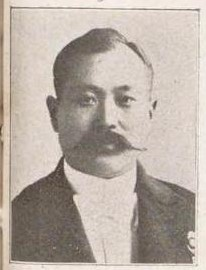
小山田信蔵

小山田 信蔵（おやまだ しんぞう、1870年10月25日（明治3年10月1日） - 1924年（大正13年）9月22日）は、日本の政治家。衆議院議員（5期）。

## 経歴
茨城県出身。太田鉄道、豆相鉄道、隅田川倉庫各（株）社長、水戸商業銀行頭取、北海道炭礦鉄道（株）監査役となる。
1904年の第9回衆議院議員総選挙において水戸市選挙区から立候補して当選する。1908年の第10回衆議院議員総選挙では立憲政友会公認で立候補して再選し、1912年の第11回衆議院議員総選挙でも三選した。1915年の第12回衆議院議員総選挙は不出馬。1917年の第13回衆議院議員総選挙で復帰。1920年の第14回衆議院議員総選挙（茨城1区）では5度目の当選を果たした。1924年の第15回衆議院議員総選挙には立候補しなかった。同年9月に死去した。